# Тора-Бора

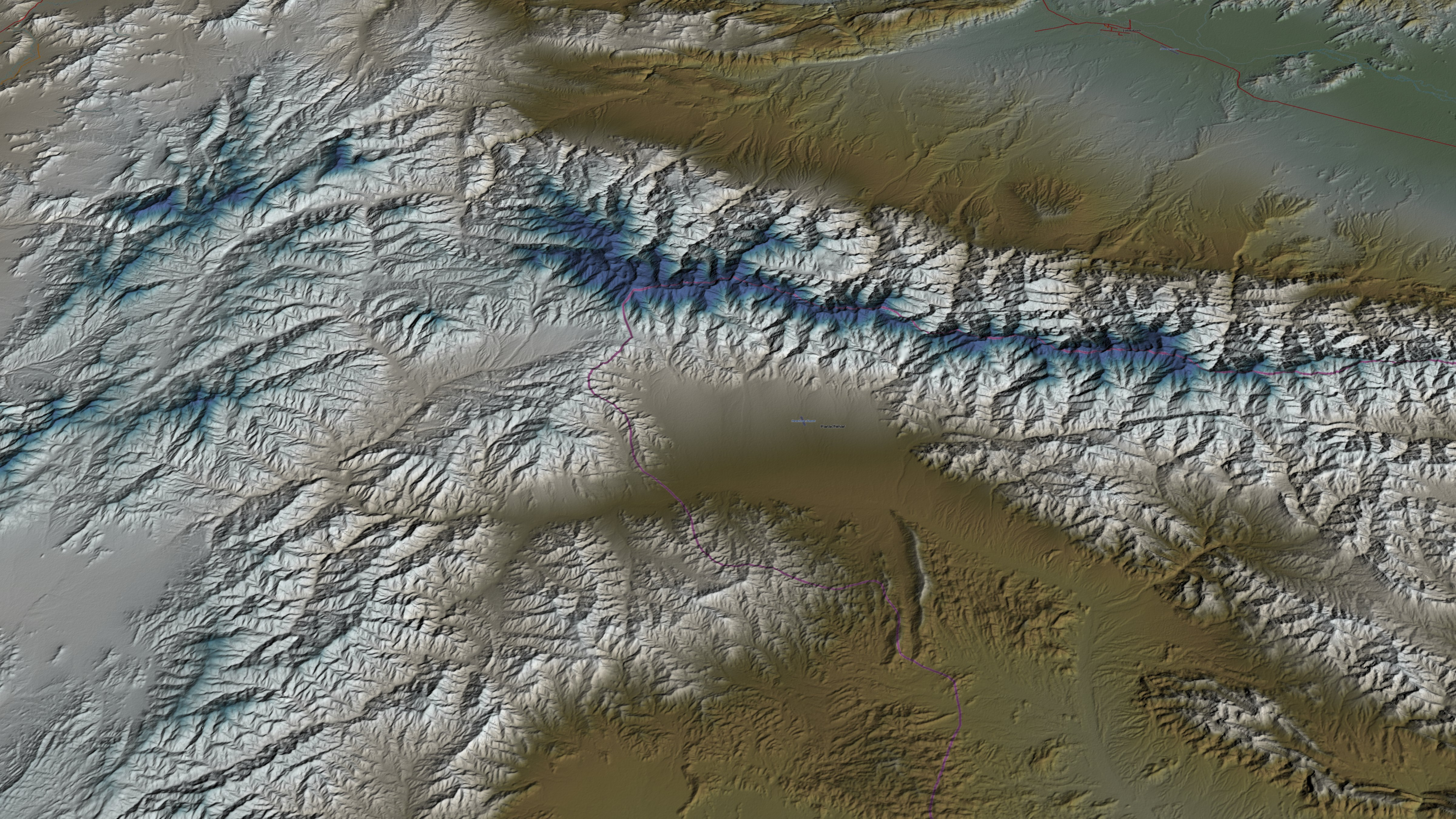
Вид з висоти пташиного польоту, 3D- комп'ютерне зображення на хребет Сафедхох. Тора-Бора знаходиться у правому верхньому квадранті.

Тора-Бора (пушту توره بوړه, укр. Чорна Печера) — печерний комплекс та укріпрайон афганських моджахедів в період Афганської війни (1979—1989), радикального ісламського руху «Талібан» і міжнародної терористичної організації «Аль-Каїда» в періоди правління «режиму Талібів» і введення військ західної антиталібської коаліції «ISAF».
Розташований на хребті Спін-Ґар (Сафед Кох) на висоті — 4000 м (над рівнем моря) за 85 км на південь від м. Джелалабад, район Пачир Ва Агам, провінція Нангархар Східний Афганістан, приблизно за 50 км на захід від Хайберського проходу і за 10 км на північ від кордону Федерально керованої території племен (ФКТП) в Пакистані. Є лабіринтом тунелів, що має глибину до 400 м, з безліччю галерей, сховищ, житлових приміщень і укриттів, бункерів, складів озброєння і боєприпасів. Загальна протяжність тунелів становить понад 25 км.
Утворено через розмиття водою вапняку з якого складені гори.